# Telesalerno Uno
Telesalerno Uno è stata una televisione locale fondata a Salerno nel 1976.

## Storia
La sede originaria  era situata a Salerno, in via Michelangelo Schipa 15 .
La televisione fu fondata da Giovanni Mignoli proveniente dalla sede Rai di Firenze, da Nello Talento e da Aldo Primicerio. Le prime trasmissioni furono il telegiornale condotto da Nicola Castorino ed Enzo Greco e le partite della Salernitana.
Ogni comparto aveva il suo responsabile.  La redazione TG inizialmente venne affidata ad Aldo Primicerio.  Dopo le dimissioni di Primicerio si avvicendarono altri giornalisti, quali Gino Liguori e Italo Santoro. In redazione la squadra era composta, oltre a Nicola Castorino ed Enzo Greco, i due anchorman, cronisti,  Vito Pinto per la politica,  Gigi Amaturo per lo sport, essenzialmente calcio, Maurizio Isita sport minori e telecronache. Proveniente dalla redazione salernitana de Il Mattino,  Enzo Casciello, a cui spesso  veniva affidata la telecronaca delle partite della Salernitana Calcio.  Il settore spettacolo era curato da Claudio Tortora, quello musicale da Marco Lenza. La responsabilità delle attrezzature tecniche venne affidata ad Antonio Sabatino. I cameraman erano Gaetano Mansi, Enzo Maddaloni, Umberto Galdo, Sergio Gatto, Rino Pasqualucci, Non mancavano le annunciatrici dei programmi  tv: Adele Mazzei, Tiziana Cascone.
I programmi del palinsesto ricevevano la supervisione di Giovanni Mignoli il “deus ex machina” di Telesalerno 1. All'epoca la televisione salernitana catalizzava a sé numerose personalità del mondo della cultura, della medicina e dello spettacolo. Tutto ciò che accadeva a Salerno “doveva" transitare a Telesalerno 1. Attori come Virna Lisi, Enzo Cerusico, in scena al Teatro Verdi di Salerno erano anche ospiti  di TS1. Bruno Venturini, il noto tenore e compositore salernitano, era  di casa a Telesalerno 1. Ma anche gruppi musicali, quali la Premiata Forneria Marconi, in concerto allo Stadio Vestuti di Salerno, passavano in TV per essere intervistati da Marco Lenza.
A questi programmi  si aggiunsero dopo poco il quiz "Smash" condotto da Franco Olivieri e la trasmissione "Spazio Donna" condotta da Milena Carducci 
In Seguito fu trasmesso  il  quiz : "il chilo quiz",  presentato da una giovane Wanda Tegliaferri con la regia di Dino Sannino.
La proprietà apparteneva alla famiglia Talento,  imprenditori salernitani nel settore della cartellonistica stradale, all'insegna “PUBLIALFA", con sede al Molo Manfredi di Salerno. A Nello Talento fu affidata la gestione economica di TS1. Nei laboratori della Publialfa, esperti artigiani curavano anche la realizzazione delle scenografie di tutti i programmi tv, sotto la guida del Maestro Gabriele D'Alma. La preziosa collaborazione del grande artista salernitano (è stato l'ideatore del cavalluccio marino, simbolo dell'Unione Sportiva Salernitana) fu resa possibile grazie al vincolo di parentela che lo legava ai Talento. Infatti aveva sposato Maria Talento, poetessa e scrittrice. Al Maestro D'Alma, ovviamente, si deve il logo di Telesalerno 1.
Il palinsesto quotidiano iniziava alle ore 14 con il TG al cui termine veniva affidato a Gigi Amaturo, giornalista sportivo, uno spazio di commento allo sport cittadino per eccellenza: la Salernitana Calcio, all’epoca in Serie C giocava allo Stadio Vestuti. A seguire film, rigorosamente in bianco e nero,  sotto la guida tecnica di Antonio Sabatino.  Il pomeriggio era riservato a spazi culturali, con servizi esterni registrati ed interviste in studio, in diretta. Le serate di Telesalerno 1 erano programmate nel corso della settimana dai diversi responsabili di settore.  In diretta, quiz con la partecipazione dei telespettatori da casa, spettacoli musicali e teatrali. Inchieste su realtà cittadine venivano curate direttamente da Milena Carducci, moglie di Nello Talento, coadiuvata per riprese e montaggio da Gaetano Mansi.
Nel 1995, in seguito ad un cambio di proprietà, la rete televisiva fu trasferita nell'attuale sede di Battipaglia.
Subito dopo il passaggio alla tecnologia digitale della regione Campania, avvenuto nel dicembre 2009, l'emittente è andata incontro ad un periodo di profonda crisi finanziaria. Dei 15 impianti autorizzati al momento del passaggio al digitale, TeleSalerno 1 è stata in grado di accendere solo i 3 impianti principali (Salerno Colle Bellara, Perdifumo Punta della Carpinina, Monte S. Angelo) illuminando solo una minima parte del bacino d'utenza precedentemente raggiunto dal segnale analogico, vanificando in tal modo gli sforzi fatti negli anni precedenti per conseguire una copertura capillare della provincia di Salerno, aggravando in tal modo la situazione dei propri conti a causa del calo degli ascolti.
Nel corso del 2009 sono stati effettuati tagli molto drastici ed a seguito dell'ulteriore peggioramento della situazione economica, è stata sospesa completamente tutta l'attività di produzione. Di fatto, TeleSalerno 1 si limita a trasmettere vecchi film e materiale d'archivio. Come conseguenza, la gran parte dei giornalisti ed ex lavoratori di TeleSalerno 1 si coagula attorno ad un nuovo progetto, l'emittente Rete1 Salerno, che nel logo richiama la precedente esperienza di TeleSalerno1, e che dopo una prima fase di test nel mux di telecolore, attualmente è inserita nel mux di LiraTV.
Durante l'estate del 2010 viene ceduta la rete di trasmissione, compresa la concessione di operatore di rete per la provincia di Salerno (frequenza SFN UHF 63), al gruppo Julie Italia S.r.l. mantenendo all'interno del proprio ex multiplex l'uso di uno slot, sul quale continua la trasmissione.
Nell'autunno 2010 lo slot TeleSalerno1 viene eliminato all'interno del multiplex, segnando in tal modo, almeno per il momento, la fine delle trasmissioni della storica emittente.
Il 16 aprile 2012 il Tribunale di Salerno decreta definitivamente il fallimento (n.17/12) di Telesalerno 1 S.r.l. mettendo all'asta i beni posseduti dall'emittente.